# Trockismo

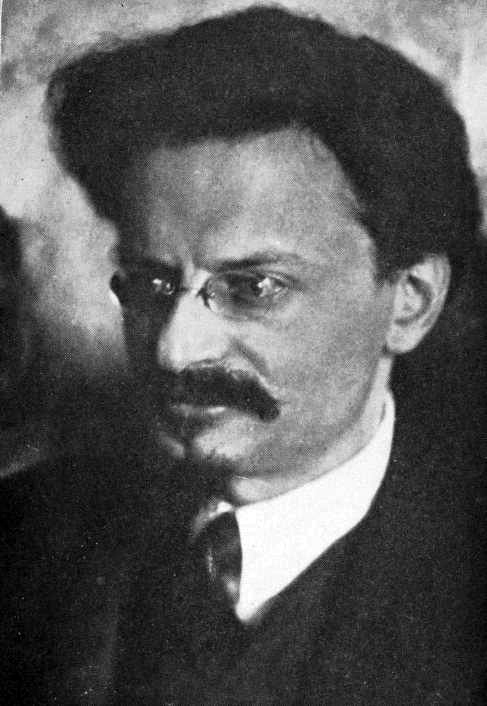
Lev Davidovič Bronštejn detto Trockij

Logo della Quarta Internazionale

Il trockismo (in russo троцкизм?, trockizm, in ucraino троцькізм?, troc'kizm, grafie alternative: trozkismo, trotzkismo, trotskismo ecc.; pronuncia /troʦˈkizmo/) è l'ideologia politica che fa riferimento al pensiero di Lev Trockij, uno dei candidati alla successione di Lenin nel 1924. Il concetto principale della teoria trockista è l'idea dell'espansione della rivoluzione socialista in tutto il mondo, sull'esempio di quella sovietica del 1917. Trockij sosteneva che la teoria formulata da Iosif Stalin del "socialismo in un solo paese" fosse una rottura con l'internazionalismo proletario.

## Definizione
Lo statunitense James P. Cannon nel suo libro del 1942 History of American Trotskyism ha scritto che "il trockismo non è un movimento nuovo, una nuova dottrina, ma il restauro, la rinascita di un autentico marxismo come è stato esposto e praticato nella rivoluzione russa e nei primi giorni della Internazionale comunista". Il trockismo può essere distinto da altre teorie marxiste da due elementi chiave:
- la strategia della rivoluzione permanente, in opposizione alla teoria delle due fasi dei suoi avversari;
- la critica alla leadership post-1924 dell'Unione Sovietica, l'analisi delle sue caratteristiche e dopo il 1933, il supporto per una rivoluzione politica in Unione Sovietica, considerata dai trockisti stato operaio degenerato.

Inoltre, rispetto a diverse correnti marxiste che enfatizzano o addirittura circoscrivono le possibilità rivoluzionarie ai Paesi meno sviluppati, il trockismo si caratterizza per un'enfasi, comune a diverse branche del marxismo, sulla rivoluzione sociale nei paesi capitalisti avanzati attraverso l'azione di massa della classe operaia.
I trockisti hanno appoggiato la lotta per una "democrazia operaia" (democrazia consiliare o sovietica) in URSS e si sono opposti agli accordi politici con le potenze imperialiste, a favore di una diffusione della rivoluzione in tutta l'Europa e l'Oriente.

## Il trockismo e la rivoluzione russa del 1905
Secondo Trockij, il termine 'trockismo' è stato coniato da Pavel Nikolaevič Miljukov, (conosciuto anche come 'Paul Miliukoff'), il leader ideologico del Partito Democratico Costituzionale (Cadetti), in Russia. Miljukov ha combattuto un'aspra guerra contro il 'trockismo' "già nel 1905", sostiene Trockij.
Trockij ha lottato per la rivoluzione proletaria in un momento in cui altre forze di cultura socialista si esprimevano a favore di una transizione "borghese" allo scopo di sostituire il regime feudale dei Romanov. È stato durante questo periodo che Trockij ha sviluppato la teoria della rivoluzione permanente. Nel 1905, Trockij cita in un post scriptum un libro di Miljukov, "le elezioni della Duma di Stato secondo":
Le elezioni per la Duma di Stato secondo di Pavel Miljukov suggerisce che l'umore del pubblico "democratico" è a sostegno della politica di Trockij del rovesciamento del regime dei Romanov a fianco della rivoluzione operaia 'per rovesciare i proprietari capitalistici, il sostegno alle azioni di sciopero e la creazione di consigli dei lavoratori democraticamente eletti' o "soviet".

## Teoria della rivoluzione permanente
Nel 1905, Trockij formulò una teoria che divenne nota come la teoria trockista della rivoluzione permanente. Essa può essere considerata una delle caratteristiche distintive del trockismo. Fino al 1905, i marxisti avevano solo teorizzato come una rivoluzione in una società capitalista europea potesse portare a una società socialista. Ma da questa teoria erano esclusi i Paesi non sviluppati, come la Russia. La Russia nel 1905 non aveva ancora stabilito una società capitalista, era invece in gran parte formata dai residui della società medievale e da una piccola classe borghese.
La teoria della rivoluzione permanente ha affrontato la questione di come tali regimi feudali dovessero essere rovesciati, e di come sia possibile raggiungere il socialismo in mancanza di prerequisiti economici. Trockij ha affermato che in Russia solo la classe operaia poteva rovesciare il feudalesimo e ottenere il sostegno dei contadini. Inoltre, egli ha sostenuto che la classe operaia russa non avrebbe dovuto fermarsi qui: una volta vinta la sua rivoluzione contro la debole classe borghese, avrebbe dovuto stabilire uno Stato operaio in Russia e aiutare la classe operaia nei Paesi capitalisti avanzati di tutto il mondo. Come risultato, la classe operaia internazionale sarebbe venuta in aiuto della Russia, e il socialismo avrebbe potuto svilupparsi in tutto il mondo. Questa teoria non deve apparire come una revisione delle idee marxiste perché, nella realtà, Trockij non fa altro che riprendere i testi di Marx e Engels e proporli sotto il nome di "Teoria della rivoluzione permanente", mettendoli in relazione con le condizioni economiche e sociali della Russia rivoluzionaria.

### La rivoluzione democratico-borghese
Trockij sosteneva che in Russia non si sarebbero ripetute rivoluzioni come quelle in Gran Bretagna nel XVII secolo e in Francia nel 1789, che abolirono il feudalesimo e stabilirono i requisiti di base per lo sviluppo del capitalismo.
In 'Bilanci e prospettive', scritto nel 1906, Trockij delinea la sua teoria in dettaglio, sostenendo: "La storia non si ripete. [...] Per quanto si possa paragonare la rivoluzione russa con la Grande Rivoluzione francese, l'una non potrà mai trasformarsi in una ripetizione dell'altra.". Nella rivoluzione francese, la Francia sperimentò quello che i marxisti chiamarono "rivoluzione democratico-borghese": è stato istituito un regime in cui la borghesia ha rovesciato il sistema feudale esistente. La borghesia ha instaurato un regime di istituzioni parlamentari democratiche. Tuttavia, i diritti democratici sono stati estesi solo alla classe borghese, non sono stati resi universali. La libertà dei lavoratori di organizzare sindacati o di scioperare non è stata raggiunta senza dover lottare.
Trockij sostiene che in paesi come la Russia non c'è una borghesia illuminata rivoluzionaria che potrebbe svolgere lo stesso ruolo, e la classe operaia costituisce una minoranza molto piccola. Al tempo delle rivoluzioni europee del 1848, la borghesia era già in grado di svolgere un ruolo analogo. Non voleva e non era in grado di intraprendere la liquidazione rivoluzionaria del sistema sociale che stava nel suo cammino verso il potere.

### La debolezza dei capitalisti
Nella teoria della rivoluzione permanente si sostiene che in molti paesi che non hanno ancora completato la loro rivoluzione democratica borghese, la classe capitalista si opponga alla creazione di una situazione rivoluzionaria, in quanto temono la classe operaia che lotta per le sue aspirazioni rivoluzionarie contro il loro sfruttamento da parte del capitalismo. In Russia, la classe operaia, anche se è una piccola minoranza in una società prevalentemente contadina si è organizzata in fabbriche e in grandi quartieri. Durante la Rivoluzione russa del 1905, la classe capitalista ha ritenuto necessario allearsi con elementi reazionari, come i proprietari terrieri feudali e le forze dello stato zarista russo. Questo allo scopo di proteggere la loro proprietà di fabbriche, banche ecc. dall'esproprio da parte della classe lavoratrice rivoluzionaria.
Pertanto, secondo la teoria della rivoluzione permanente, la classe capitalista dei paesi arretrati economicamente è debole e incapace di portare a un cambiamento rivoluzionario. Di conseguenza, essi sono collegati ai feudatari. Inoltre, sostiene Trockij, dato che la maggioranza dei settori industriali in Russia sono stati fabbricati con le sovvenzioni e la diretta influenza dei governi, la classe capitalista è legata alla classe dirigente. La classe capitalistica è stata asservita al capitale europeo.

### Le fasi della classe lavoratrice
Trockij sosteneva che soltanto il 'proletariato' o la classe operaia erano in grado di realizzare quegli obiettivi altrove raggiunti con la rivoluzione borghese. Con la rivoluzione del 1905, la classe operaia in Russia ha visto il risultato del suo lavoro come un grande sforzo collettivo, un mezzo per lottare contro la sua oppressione, formando consigli operai (soviet). Nel 1906, Trockij sosteneva:
(Trockij, Risultati e prospettive)
La Fabbrica Putilov, per esempio, conta 12.000 addetti nel 1900, e, secondo Trockij, 36.000 nel mese di luglio 1917. La teoria della rivoluzione permanente ritiene che la massa di contadini nel suo complesso non può assumere un ruolo guida, perché è dispersa in piccole aziende in tutto il paese e forma un gruppo eterogeneo, tra cui i contadini ricchi che occupano lavoratori rurali e aspirano a latifondismo così come i contadini poveri che aspirano a possedere più terra. Trockij afferma: "Tutti gli antecedenti storici [...] dimostrano che i contadini sono assolutamente incapaci di prendere un ruolo politico indipendente."
I trockisti discutono su quanto questo sia vero oggi, ma anche i più ortodossi tendono a riconoscere nella fine del XX secolo un nuovo sviluppo nelle rivolte dei poveri delle campagne, l'auto-organizzazione delle lotte dei senza-terra, e molte altre lotte che in qualche modo hanno organizzato le lotte della classe operaia non portano i segni delle divisioni di classe. Tuttavia, trockisti ortodossi ancora oggi sostengono che alla città e alla lotta di classe operaia spetta il compito di una rivoluzione socialista, legandosi alle lotte dei poveri delle campagne. Essi sostengono che la classe operaia prende coscienza della necessità di condurre una lotta collettiva, per esempio nei sindacati, derivante dalle sue condizioni sociali nelle fabbriche e luoghi di lavoro, e che tale coscienza collettiva è un ingrediente essenziale della ricostruzione socialista della società.

### Rivoluzione internazionale
Eppure, secondo il marxismo "classico", la riforma agraria (portata dalla rivoluzione democratico-borghese) nei paesi arretrati, come la Russia, preparerebbe il terreno soltanto per uno sviluppo del capitalismo in quanto i contadini liberati diventano piccoli proprietari, produttori e commercianti che portano alla crescita dei mercati delle materie prime, da cui una nuova classe capitalista sarebbe emersa. Solo il pieno sviluppo capitalista, secondo questo schema, preparerebbe le basi per il socialismo.
Trockij riteneva che un nuovo Stato socialista e l'economia in un Paese come la Russia non sarebbero stati in grado di resistere alle pressioni di un mondo ostile capitalista, così come alle pressioni interne. La rivoluzione secondo Trockij avrebbe dovuto diffondersi rapidamente nei principali Paesi capitalistici e in tutto il mondo. Questa posizione, in contrasto rispetto al "marxismo classico" difeso per esempio dai menscevichi, era condivisa da Trockij, Lenin e dai bolscevichi fino al 1924, quando Stalin, dopo la morte di Lenin, cercando di consolidare il suo controllo sempre più burocratico sul partito bolscevico ha iniziato a presentare lo slogan del Socialismo in un solo Paese.

### Origini del termine
Una prospettiva internazionalista della rivoluzione permanente si trova già nelle opere di Karl Marx. Il termine "rivoluzione permanente" è tratto da una frase di Marx del marzo 1850:
(Marx, Discorso del Comitato Centrale alla Lega dei comunisti)

## Il trockismo e la Rivoluzione russa del 1917
Durante la sua direzione della rivoluzione russa del 1905, Trockij ha sostenuto che una volta divenuto evidente che l'esercito dello Zar non si sarebbe schierato a sostegno degli operai, era necessario ritirarsi. Nel 1917, Trockij è stato nuovamente scelto presidente del Soviet di Pietrogrado, e ha guidato il Comitato militare rivoluzionario, che questa volta aveva la fedeltà della guarnigione di Pietrogrado e realizzerà l'insurrezione di Ottobre. Stalin ha scritto:
(Stalin, Pravda, 6 novembre 1918)
Come risultato del suo ruolo nella rivoluzione russa del 1917, la teoria della rivoluzione permanente è stata abbracciata dal giovane Stato sovietico fino al 1924.
La rivoluzione russa del 1917 è in realtà composta da due rivoluzioni: quella relativamente spontanea del febbraio 1917, e il 25 ottobre 1917, la presa del potere da parte dei bolscevichi, che avevano conquistato la leadership del Soviet di Pietrogrado.
Prima della rivoluzione russa del febbraio 1917, Lenin aveva formulato lo slogan che auspicava la "dittatura democratica del proletariato e della classe contadina", ma dopo la rivoluzione di febbraio, attraverso la sua tesi di Aprile, Lenin invoca "tutto il potere al Soviet". Lenin ha tuttavia continuato a sottolineare (come ha fatto anche Trockij) la posizione marxista classica, che i contadini formavano una base per lo sviluppo del capitalismo, non del socialismo.
Prima del febbraio 1917, Trockij non aveva aderito alla linea bolscevica. Una volta che nel febbraio 1917 la rivoluzione russa era scoppiata, Trockij decide di unirsi ai bolscevichi nel luglio del 1917. Anche se molti, come Stalin, vedono come fondamentale il ruolo di Trockij nella rivoluzione d'ottobre, questi sostiene che senza la presenza di Lenin e senza il partito bolscevico, la rivoluzione del 1917 non avrebbe mai avuto luogo.
Quindi, dal 1917, il trockismo diviene una teoria politica pienamente in linea con la concezione leninista del centralismo democratico dell'organizzazione del partito che, sostengono i trockisti, non deve essere confusa con l'organizzazione del partito che si sviluppò sotto Stalin.  Trockij aveva già suggerito che il metodo di organizzazione di Lenin avrebbe potuto portare a una dittatura, anche se dopo il 1917 i trockisti ortodossi hanno sostenuto che la perdita della democrazia in Unione Sovietica è stata causata dal fallimento del progetto di diffondere la rivoluzione a livello internazionale, con la conseguenza delle guerre, dell'isolamento e dell'intervento imperialista, e non a causa dello stile bolscevico di organizzazione.
La prospettiva di Lenin era sempre stata che la rivoluzione russa avrebbe dovuto stimolare una rivoluzione socialista nell'Europa occidentale, in modo che questa futura società socialista europea avrebbe potuto sostenere la rivoluzione russa e consentire alla Russia di avanzare verso il socialismo. Lenin a tal riguardo ha dichiarato:
(Lenin, Discorso in occasione del decimo Congresso RCP (B))
Questa prospettiva ha ispirato proprio la teoria di Trockij della rivoluzione permanente, nella quale si prevedeva che la classe operaia non si sarebbe fermata alla fase democratico-borghese della rivoluzione, ma avrebbe proceduto verso uno stato operaio, come è successo nel 1917. Il trockista Isaac Deutscher sostiene che nel 1917 Lenin cambiò il suo atteggiamento nei confronti della teoria di Trockij della rivoluzione permanente, adottata dai bolscevichi dopo la rivoluzione d'ottobre, e la sposò nell'aprile 1917. Trockij sostiene che:
(Leon Trockij, Storia della rivoluzione russa)